# Clusia monocarpa
Clusia monocarpa är en tvåhjärtbladig växtart som beskrevs av Ignatz Urban. Clusia monocarpa ingår i släktet Clusia och familjen Clusiaceae. Inga underarter finns listade i Catalogue of Life.